# Stefan van Dijk
Stefan van Dijk (Honselersdijk, Westland, 22 de gener de 1976) és un ciclista neerlandès, professional des del 2000 al 2013.
En el seu palmarès destaquen les victòries al campionat nacional en ruta de 2002 i una etapa a l'Eneco Tour de 2005.
El novembre de 2013 va ser sancionat per vuit anys, a partir del 2011, per haver fer una tractament d'ozonoteràpia.

## Palmarès
- 1996
  -  Campió dels Països Baixos sub-23 en ruta
- 1997
  - 1r al Tour Beneden-Maas
- 1998
  - 1r a l'Omloop van de Glazen Stad
- 1999
  - 1r a l'Internationale Wielertrofee Jong Maar Moedig
- 2001
  - 1r a la Volta a Holanda del Nord
  - Vencedor d'una etapa a la Volta als Països Baixos
  - Vencedor de 2 etapes del Cursa de la Solidaritat Olímpica
- 2002
  -  Campió dels Països Baixos en ruta
  - 1r a l'Omloop van de Vlaamse Scheldeboorden
  - Vencedor de 2 etapes del Gran Premi Erik Breukink
  - Vencedor d'una etapa de la Volta a Dinamarca
- 2003
  - 1r a la Delta Profronde
  - 1r a Le Samyn
  - Vencedor d'una etapa del Tour de Picardia
  - Vencedor d'una etapa del Tour de Qatar
- 2004
  - 1r a la Volta a Holanda del Nord
  - 1r a la Dwars door Gendringen
  - 1r a l'Omloop van de Vlaamse Scheldeboorden
  - Vencedor d'una etapa del Tour de Picardia
- 2005
  - 1r a la Noord Nederland Tour
  - 1r al Tour de Rijke
  - Vencedor d'una etapa de la Volta a Bèlgica
  - Vencedor d'una etapa a l'Eneco Tour
- 2008
  - Vencedor d'una etapa a l'Étoile de Bessèges
- 2010
  - 1r al Memorial Arno Wallaard
  - 1r a l'Omloop der Kempen
  - 1r al Gran Premi de la vila de Zottegem
  - 1r al Circuit d'Houtland
  - Vencedor d'una etapa al Tour de Valònia
- 2011
  - Vencedor d'una etapa de la Ruta del Sud